# Rothe–Hagens identitet
Inom matematiken är Rothe–Hagens identitet, uppkallad efter Heinrich August Rothe och Johann Georg Hagen, en matematisk identitet valid för alla komplexa tal (x, y, z) förutom då när nämnaren är noll:
{\displaystyle \sum _{k=0}^{n}{\frac {x}{x+kz}}{x+kz \choose k}{\frac {y}{y+(n-k)z}}{y+(n-k)z \choose n-k}={\frac {x+y}{x+y+nz}}{x+y+nz \choose n}.}
Den är en generalisering av Vandermondes identitet.